# Galicien
Pour les articles homonymes, voir glg.
Le galicien (en galicien : galego) est la langue romane traditionnellement parlée en Galice, ainsi que dans certaines zones occidentales des Asturies, des provinces de León et Zamora et dans trois localités d'Estrémadure. En Galice il a le statut de langue propre, et est co-officiel avec le castillan, langue officielle de l'État. Le galicien est également utilisé par la diaspora galicienne dans d'autres régions d'Espagne, notamment en Catalogne, ainsi que dans d'autres régions du monde, en particulier en Amérique latine.
Issu du latin vulgaire apporté par les colons romains dans le territoire de la province de Gallaecia (Gallécie) lors de la conquête de la péninsule Ibérique, le galicien est étroitement apparenté au portugais, avec lequel il forma jusqu'au XIVe siècle une unité linguistique, le galaïco-portugais. Les circonstances historiques et politiques, en particulier le rattachement de la Galice à la Couronne de Castille et la constitution d'un Royaume de Portugal indépendant au XIIe siècle, ont provoqué une fragmentation de la langue, qui a tendu à se circonscrire aux milieux ruraux et a reçu une forte influence du castillan. Le galicien actuel mêle ainsi des traits issus du galaïco-portugais archaïque, des traits communs avec le portugais moderne et d'autres résultant de l'influence du castillan.
Il existe en Galice un courant culturel appelé « réintégrationniste » défendant un rapprochement des composants du diasystème galaïco-portugais, notamment des normes grammaticales et orthographiques du galicien avec celles du portugais, afin d'éviter à terme une absorption du premier par le castillan.

## Histoire

Carte chronologique montrant le développement et l'évolution des langues parlées dans la péninsule ibérique de l'an 1000 à nos jours.

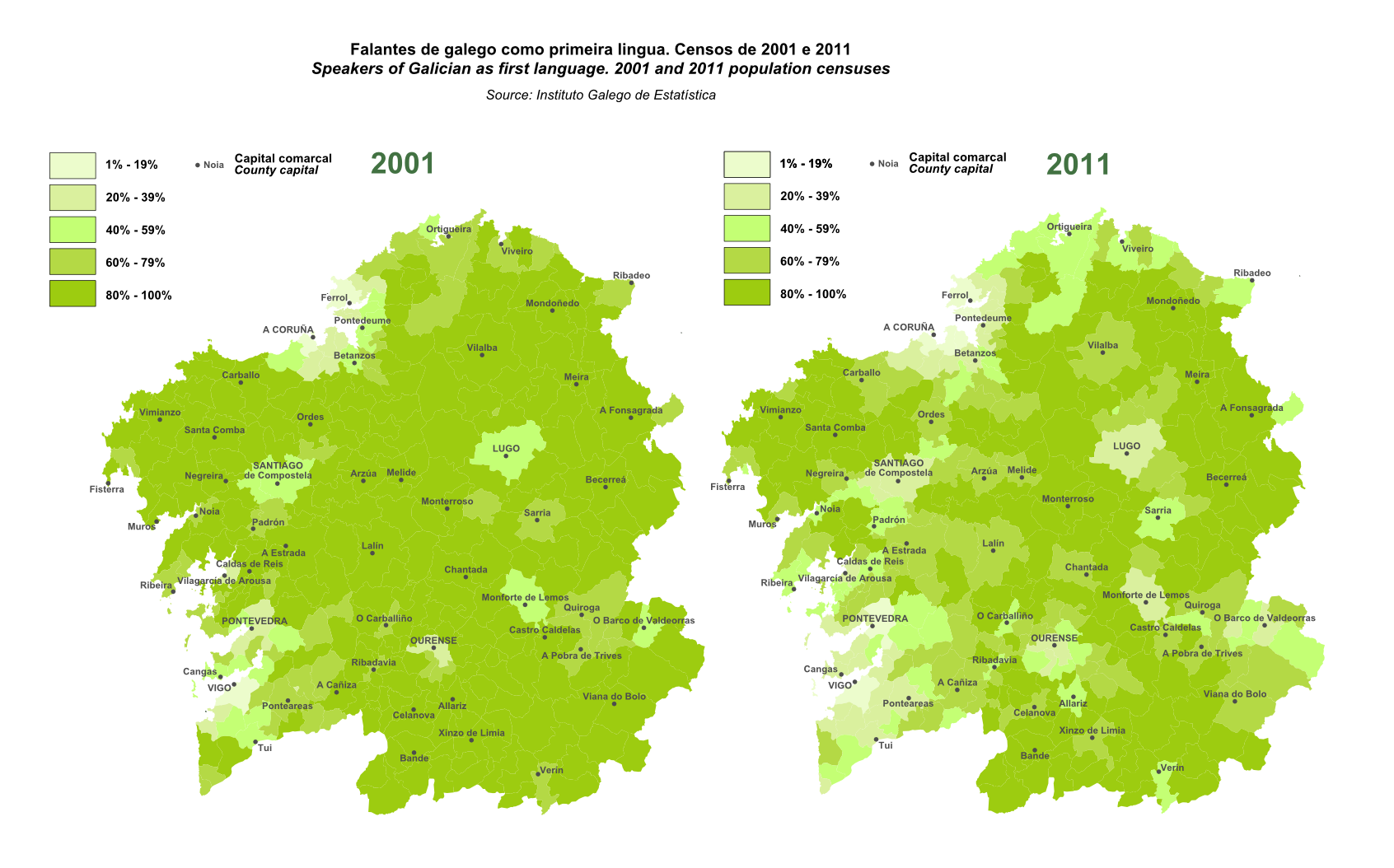
Locuteurs de galicien première langue selon les recensements de population et résidence de l'Institut Galicien de statistique (2001)

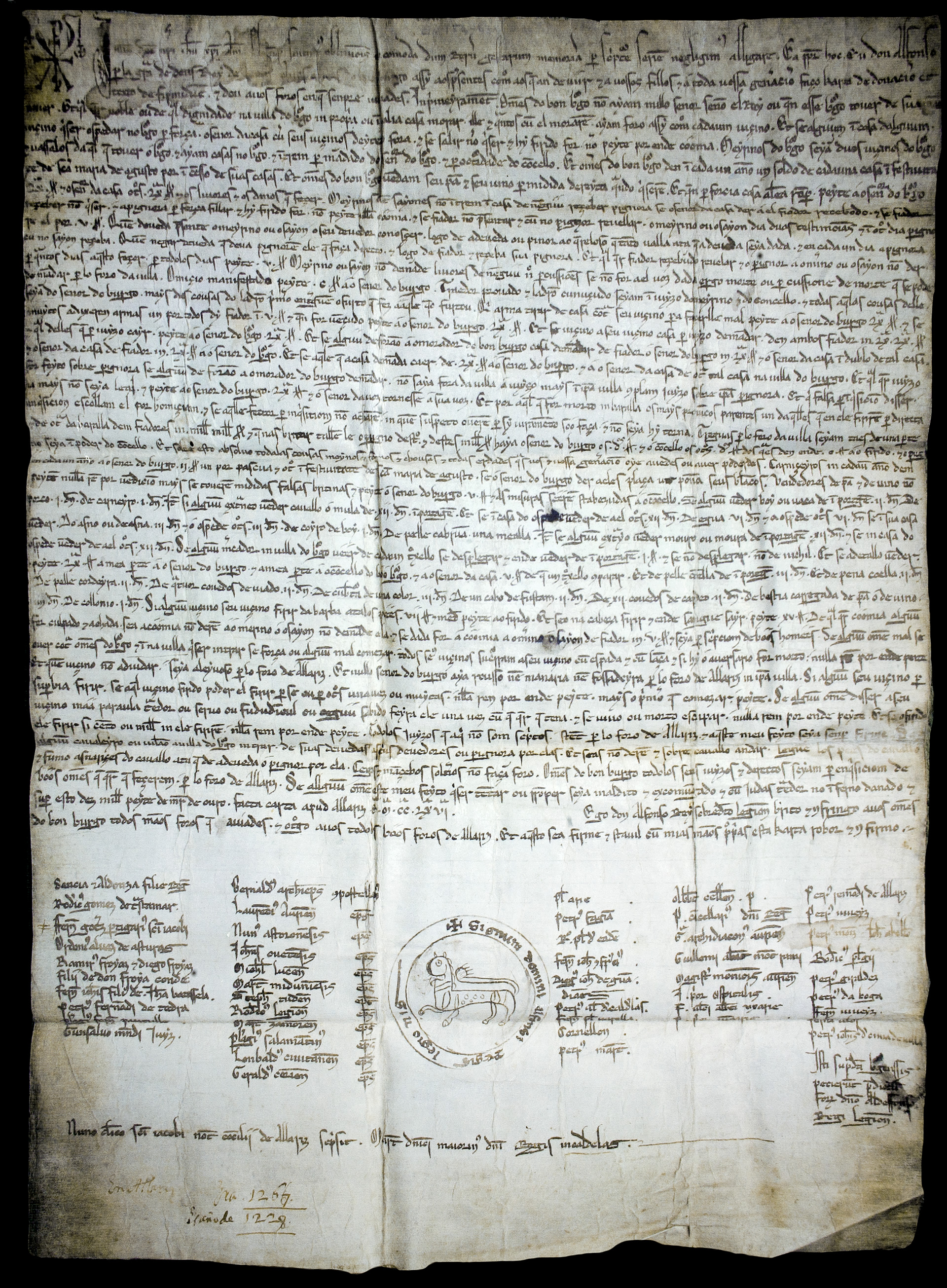
Foro do bo burgo do Castro Caldelas, document conservé dans les archives de la Maison d'Alba.

Tant le galicien que le portugais proviennent de la même variation du latin, le galaïco-portugais, née dans la province romaine de Gallaecia, qui comprenait le territoire de la Galice actuelle, le nord du Portugal et les territoires limitrophes à l'est. La langue écrite se forme au XIIe siècle environ, à partir de la langue parlée issue du latin vulgaire apporté par les conquérants romains au IIe siècle de l'ère chrétienne.
Le galaïco-portugais fut une langue de culture, y compris en dehors de la Galice et du Portugal ; ainsi le roi de Castille Alphonse X le Sage aurait rédigé, les Cantigas de Santa María (Chants de Sainte Marie) en galaïco-portugais. Il reste, de la période allant de la fin du XIIe siècle au début du XIVe siècle, une littérature abondante, surtout pour la poésie lyrique. Le galaïco-portugais a eu un statut officiel pendant presque sept siècles [réf. nécessaire], mais la noblesse galicienne choisit le camp des perdants[réf. nécessaire] dans les conflits de pouvoir de la fin du XIIIe et du début du XIVe siècle. Elle a été supplantée par une noblesse d'origine castillane. L'usage du galicien fut réprimé, et il cessa d'être utilisé en public que ce soit dans les domaines politiques, juridiques, littéraires ou religieux jusqu'à la fin du XIXe siècle, remplacé par le castillan. Cette période est appelée Os Séculos escuros (« les Siècles obscurs »). Au même moment, le portugais a continué à se développer dans le seul État de la péninsule non soumis à la domination castillane (sauf, temporairement, de 1580 à 1640, pendant la réunion de la couronne portugaise aux couronnes d'Espagne).
Le plus ancien document original en galicien et écrit sur le territoire de l'actuelle Galice est le Foro do bo burgo do Castro Caldelas, le for octroyé en avril 1228 dans l'actuelle Allariz par Alphonse IX  aux habitants de l'actuelle Castro Caldelas.
Aujourd'hui, il y a presque trois millions de locuteurs du galicien, qui est langue officielle de la communauté autonome de Galice, aux côtés du castillan, commun à toute l'Espagne. Il est aussi parlé par l'importante communauté galicienne émigrée dans le monde entier. Mais, au contraire de ce qu'il peut sembler, le galicien se parle de moins en moins parmi les jeunes, et il existe un risque grave de disparition; c'est pourquoi le gouvernement de Galice mène une politique de normalisation de la langue, pour créer un modèle commun à tous les galiciens.

## Situation actuelle du galicien

### Statut

#### Norme officielle
L'idée et la mise en œuvre d'une normalisation officielle du galicien ont généré confusion et conflits en Galice durant ces dernières décennies. Le statut de la communauté autonome de Galice octroie aux pouvoirs publics galiciens toute compétence pour légiférer en la matière. Le 17 novembre 1982 la Xunta de Galicia a établi une norme officielle pour la langue écrite. La Loi du 15 juin 1983 relative à la normalisation linguistique a posé l'Académie royale galicienne (Real Academia Galega - RAG) comme autorité de normalisation et a relégué l'Institut de la langue galicienne (gl) (Instituto da Lingua Galega - ILG) comme référence légale. Ces deux institutions représentent les deux grandes options de l'évolution du galicien. Conflits et débats ne sont pas clos. En 2001 un processus de négociation a abouti à la réforme de 2003 actuellement en vigueur. Il s'agit des  normes orthographiques et syntaxiques de la langue galicienne approuvées le 12 juillet 2003 par la RAG.

#### Loi du 15 juin 1983 de normalisation linguistique
- Selon les termes de l'article 10 cette loi[6], seules les dénominations galiciennes des toponymes sont officielles. C'est ainsi que même dans un texte officiel en castillan, les administrations sont tenues d'utiliser la dénomination officielle A Coruña pour parler de la ville de La Corogne, alors que le nom de cette ville en castillan est La Coruña.

### Le galicien hors de Galice
Hors de Galice où il est co-officiel, le galicien est parlé dans une partie de la comarque d'O Bierzo de la province de León, dans une partie de la comarque de Eo-Navia de la Principauté des Asturies, et dans une partie de la comarque historique de Senabria de la province de Zamora.

### Promotion du galicien
L'usage de la langue est un enjeu de l'identité historique de la Galice.
La Real Academia Galega et l'Institut de la Langue Galicienne (Instituto da Lingua Galega - ILG) ont en charge l'étude, la normalisation et la diffusion de la langue. Des groupes de musique traditionnelle galicienne comme Tanxugueiras ont contribué à la promotion du galicien en Espagne et dans le monde, en se produisant dans des festivals comme celui de Benidorm et dans des pays comme l'Inde, Cuba, la Suisse et des régions comme l'Écosse.
Tous les ans a lieu la Journée des lettres galiciennes (Día das Letras Galegas), le 17 mai, consacré à un auteur dans cette langue (décédé depuis au moins dix ans, et choisi par l'Académie royale galicienne). Cette journée est mise à profit par les organismes officiels pour encourager l'utilisation et la connaissance de la langue galicienne.
En septembre 2023, l'Espagne a introduit une demande officielle au Conseil des ministres des Affaires européenes de reconnaître le basque, le catalan et le galicien comme langues officielles de l'Union européenne.

### Le réintégrationnisme ou le nouveau galicien
Le réintégrationnisme est un mouvement social et culturel en Galice qui pour préserver l'identité culturelle veut réintégrer le monde lusophone. Pour faire évoluer le parler des Galiciens vers le portugais et le purger de l'influence séculaire du castillan chaque mouvement a des pratiques différentes. Les différents mouvements réintégrationnistes axent leurs activités culturelles sur l'usage du « galicien d'Espagne » et sur les échanges, en particulier culturels et sportifs, avec les Portugais. Il est envisagé que la Galice soit représentée aux Jeux de la Lusophonie en 2009. L'association AGAL (Associaçom Galega da Língua-association galicienne de la langue) prône le rapprochement des normes linguistiques du galicien de celles du standard portugais, en vue tant de légitimer le particularisme de la communauté que de se prémunir des risques centripètes impulsés par l'État. En vue de la signature d'un accord orthographique entre le Portugal et le Brésil, le parlement portugais pour connaître la position des réintégrationnistes galiciens a invité le 7 avril 2008 Alexandre Banhos, président de AGAL et  Ângelo Cristovão, de l'Associação Cultural Pró Academia Galega da Língua Portuguesa,. Le lusisme est une option sans étapes intermédiaires, en effet les lusistes adoptent l'orthographe et la morphologie du portugais.

## Caractéristiques du galicien

### Orthographe

#### Alphabet
| Galicien normalisé | Galicien normalisé | Castillan | Portugais | Latin class. |
| ------------------ | ------------------ | --------- | --------- | ------------ |
| a                  | (a)                | a         | a         | a            |
| b                  | (bé)               | b         | b         | b            |
| c                  | (cé)               | c         | c         | c            |
| (ç)                |                    | z         | ç         | —            |
| ch                 |                    | ch        | ch        | ch           |
| d                  | (dé)               | d         | d         | d            |
| e                  | (é)                | e         | e         | e            |
| f                  | (èfe)              | f         | f         | f            |
| g                  | (gué)              | g         | g         | g            |
| gu                 |                    | gu        | gu        | gu           |
| h                  | (hache)            | h         | h         | h            |
| i                  | (i)                | i         | i         | i            |
| (j)                |                    | (j)       | (j)       | —            |
| (k)                |                    | k         | (k)       | k            |
| l                  | (èle)              | l         | l         | l            |
| ll                 |                    | ll        | lh        | ll           |
| m                  | (ème)              | m         | m         | m            |
| n                  | (ène)              | n         | n         | n            |
| ñ                  | (ègne)             | ñ         | nh        | —            |
| nh                 |                    | —         | —         | —            |
| o                  | (o)                | o         | o         | o            |
| p                  | (pé)               | p         | p         | p            |
| q                  | (qoué)             | q         | q         | q            |
| qu'                |                    | qu'       | qu'       | qu           |
| r                  | (ère)              | r         | r         | r            |
| rr                 |                    | rr        | rr        | rr           |
| s                  | (èsse)             | s         | s         | s            |
| t                  | (té)               | t         | t         | t            |
| u                  | (ou)               | u         | u         | u            |
| v                  | (ouve)             | v         | v         | —            |
| (w)                |                    | w         | (w)       | —            |
| x                  | (xé)               | x         | j         | —            |
| (y)                |                    | y         | (y)       | —            |
| z                  | (zéta)             | z         | z         | —            |

L'orthographe du galicien moderne utilise les digrammes suivants qui représentent un seul phonème : ch, gu, ll, nh, qu et rr. Le digramme nh représente un phonème différent de la lettre ñ. En plus de ces lettres le galicien utilise les signes « j », « ç », « k », « w » ou le « y » lorsqu'ils viennent de mots pris à d'autres langues (Jefferson, Eça de Queiros, Kant, kantiano, Darwin, darwinismo, wagneriano, byroniano, etc.) ou des textes médiévaux. On remarquera que l'orthographe actuelle du galicien s'inspire en grande partie de celle du castillan (ll, ñ) et non de celle du portugais (lh, nh).
- Exemples

| Français  | Galicien                  | Prononciation standard | Portugais | Castillan         |
| --------- | ------------------------- | ---------------------- | --------- | ----------------- |
| terre     | terra                     | /ˈtɛra/                | terra     | tierra            |
| ciel      | ceo                       | /ˈθeo/                 | céu       | cielo             |
| eau       | auga                      | /ˈauga/                | água      | agua              |
| feu       | lume                      | /ˈlume/                | fogo/lume | fuego/lumbre      |
| homme     | home                      | /ˈɔme/                 | homem     | hombre            |
| femme     | muller                    | /muˈʎeɾ/               | mulher    | mujer             |
| déjeuner  | xantar                    | /ʃanˈtaɾ/              | jantar    | comer             |
| navet     | nabo                      | /ˈnabo/                | nabo      | nabo              |
| grand     | grande                    | /ˈgrande/              | grande    | grande            |
| petit     | pequeno                   | /peˈkeno/              | pequeno   | pequeño           |
| nuit      | noite                     | /ˈnoite/               | noite     | noche             |
| jour      | día                       | /ˈdia/                 | dia       | día               |
| nostalgie | nostalxia/morriña/saudade | /moˈriɲa/              | saudade   | nostalgia/morriña |
| orange    | laranxa                   | /laˈɾanʃa/             | laranja   | naranja           |

| Français                | Galicien (RAG)     | Galicien (AGAL) | Portugais           | Espagnol             |
| ----------------------- | ------------------ | --------------- | ------------------- | -------------------- |
| Bonjour                 | Bo día / Bos días  | Bom Dia         | Bom Dia / Bons dias | Buenos días          |
| Comment t'appelles-tu ? | Como te chamas?    | Como te chamas? | Como te chamas?     | ¿Cómo te llamas?     |
| Je t'aime               | Quérote / Ámote    | Amo-te          | Amo-te              | Te quiero / Te amo   |
| Excuse-moi              | Desculpe           | Desculpe        | Desculpe            | Perdón / Disculpe    |
| Merci                   | Grazas             | Obrigado        | Obrigado            | Gracias              |
| Bienvenu                | Benvido            | Bem-vido        | Bem-vindo           | Bienvenido           |
| Au revoir               | Adeus*             | Adeus*          | Adeus*              | Adiós                |
| Oui                     | Si                 | Sim             | Sim                 | Sí                   |
| Non                     | Non                | Nom             | Não                 | No                   |
| Chien                   | Can                | Cam             | Cão                 | Perro (Rarement Can) |
| Grandpère               | Avó /aˈbo/         | Avô** /ɐˈvo/    | Avô** /ɐˈvo/        | Abuelo               |
| Journal                 | Periódico / Xornal | Jornal          | Jornal              | Periódico            |
| Miroir                  | Espello            | Espelho         | Espelho             | Espejo               |

| Galicien officiel                                                                                     | Galicien réintégrationniste                                                                                  | Portugais | Espagnol (Castillan)                                                                                     | Français                                                                                                | Latin                                                                                         |
| --- | --- | --- | --- | --- | --------------------------------------------------------------------------------------------- |
| Noso Pai que estás no ceo:                                                                            | Nosso Pai que estás no Céu:                                                                                  | Pai Nosso que estais no Céu:                                                                                     | Padre nuestro que estás en los cielos:                                                                   | Notre Père, qui est aux cieux,                                                                          | Pater noster qui es in caelis:                                                                |
| santificado sexa o teu nome, veña a nós o teu reino e fágase a túa vontade aquí na terra coma no ceo. | santificado seja o Teu nome, venha a nós o Teu reino e seja feita a Tua vontade aqui na terra como nos Céus. | santificado seja o Vosso nome, venha a nós o Vosso reino, seja feita a Vossa vontade assim na Terra como no Céu. | santificado sea tu Nombre, venga a nosotros tu reino y hágase tu voluntad en la tierra como en el cielo. | que ton nom soit sanctifié, que ton règne vienne, que ta volonté soit faite sur la terre comme au ciel. | sanctificetur nomen tuum, adveniat regnum tuum, fiat voluntas tua sicut in terra et in caelo. |
| O noso pan de cada día dánolo hoxe;                                                                   | O nosso pam de cada dia dá-no-lo hoje;                                                                       | O pão nosso de cada dia nos dai hoje;                                                                            | Danos hoy nuestro pan de cada día;                                                                       | Donne-nous aujourd’hui notre pain de ce jour;                                                           | Panem nostrum quotidianum da nobis hodie;                                                     |
| e perdóanos as nosas ofensas como tamén perdoamos nós a quen nos ten ofendido;                        | e perdoa-nos as nossas ofensas como também perdoamos nós a quem nos tem ofendido;                            | Perdoai-nos as nossas ofensas assim como nós perdoamos a quem nos tem ofendido;                                  | y perdona nuestras ofensas como también nosotros perdonamos a los que nos ofenden;                       | pardonne-nous nos offenses, comme nous pardonnons aussi à ceux qui nous ont offensés;                   | et dimitte nobis debita nostra, sicut et nos dimittimus debitoribus nostris;                  |
| e non nos deixes caer na tentación, mais líbranos do mal.                                             | e nom nos deixes cair na tentaçom, mas livra-nos do mal.                                                     | e não nos deixeis cair em tentação, mas livrai-nos do mal.                                                       | no nos dejes caer en tentación, y líbranos del mal.                                                      | et ne nous laisse pas entrer en tentation, mais délivre-nous du Mal.                                    | et ne nos inducas in temptationem, sed libera nos a malo.                                     |
| Amen.                                                                                                 | Amen. | Amém. | Amen. | Amen.                                                                                                   | Amen.                                                                                         |

### Le verbe
- Le verbe est composé d'un thème, une racine et une voyelle thématique (a, e et i) et d'un suffixe pour deux désinences, une désinence de mode et de temps et à la fin une désinence de personne et de nombre. Seule la racine est un lexème, les autres éléments du verbe peuvent donc disparaître dans la conjugaison. Exemples :

| verbe           | racine | voyelle thématique | désinence de mode et de temps | désinence de personne et de nombre | traduction                                          |
| --------------- | ------ | ------------------ | ----------------------------- | ---------------------------------- | --------------------------------------------------- |
| andar : marcher | and-   | -a-                | -ba-                          | -des                               | andabades = vous marchiez                           |
| andar : marcher | and-   | néant              | -e-                           | -des                               | andedes = que vous marchiez (présent du subjonctif) |
| ler : lire      | le     | néant              | néant                         | néant                              | le = lis                                            |
| partir : couper | part-  | -i-                | -re-                          | -mos                               | partiremos = nous couperons                         |

- Le verbe se conjugue sur deux voix, voix passive et voix active ; sur trois modes indicatif, subjonctif et impératif ; sur trois temps le présent, le futur et le passé ; et avec la possibilité de deux aspects, le perfectif et l'imperfectif. La langue galicienne ne connait pas les temps composés. Le galicien a un infinitif, un gérondif et un participe de formes nominales, et il a aussi un infinitif qui se conjugue aux trois personnes (six fois, car il se conjugue pour chaque personne au singulier et au pluriel.
- périphrases verbales :
  - ir + infinitif — ir, verbe aller — peut exprimer :
    - le futur, par exemple « Mañá ímos xogar ao fútbol », littéralement « Demain nous allons jouer au football » c'est-à-dire « Demain, nous jouerons au football » ;
    - l'intention, par exemple « Se me segues amolando coa música, vou coller o radio e vouna tirar polo balcón », « Si tu continues à m'embêter avec la musique, je vais prendre la radio et la jeter par le balcon. »
    - l'idée de mouvement, par exemple « Ergueuse e foi pechar a porta », « Il s'est levé et a été fermer la porte. »

  - haber (de) + infinitif — haber, une forme du verbe avoir ;
  - ter + que/de + infinitif — ter, autre forme du verbe avoir ;
  - dar + participe — dar, verbe donner — « Non dou feito iso », « Je ne peux pas faire ça. »
  - haber (à un temps passé) + (de) + infinitif ;
  - poder + infinitif — poder, verbe pouvoir ;
  - estar + gérondif — estar, une forme du verbe être — qui signifie « être en train de » ;
  - andar + gérondif — andar, verbe marcher ;
  -  botar (se) + a + infinitif — botar(se) , verbe se jeter — indique le début d'une action ;
  - estar a/para + infinitif - au futur proche, le sujet commencera l'action.

### Les variétés du galicien

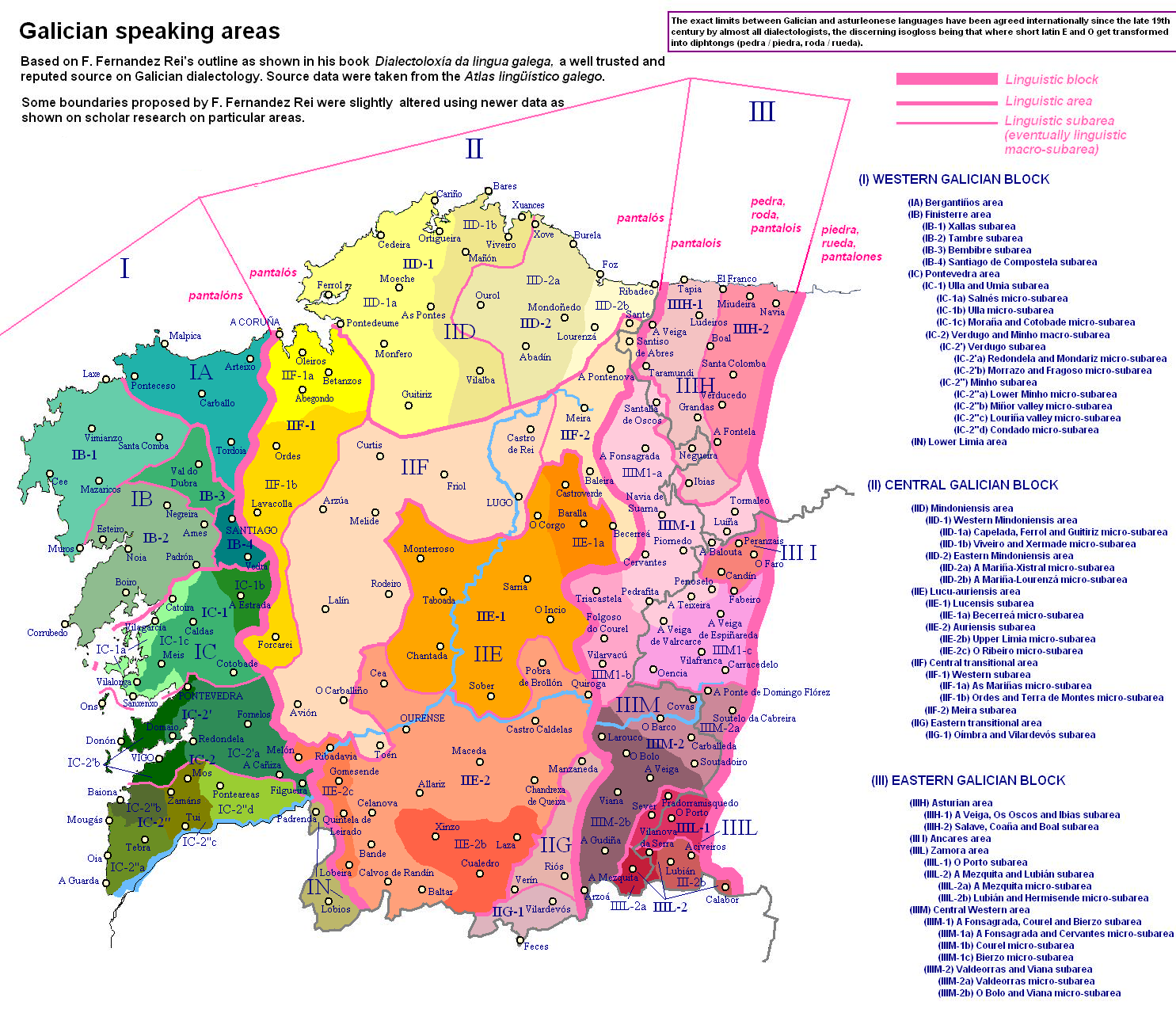
Carte des trois blocs linguistiques du galicien
Vert : bloc occidental
Jaune : bloc central de transition
Rose : bloc oriental.

## Enseignement du galicien
En Galice, un décret fixe l'obligation de scolariser les enfants en galicien dans les écoles primaires. Le galicien est donc parlé de manière habituelle en Galice, cependant il est à noter qu'il tend à « perdre du terrain » face au castillan[réf. nécessaire], et qu'il y a de plus en plus d'hispanophones monolingues en Galice. Ainsi, de nombreuses institutions et plateformes luttent pour sa diffusion et son enseignement.[Qui ?]

## Le galicien et les médias
En Galice, une entreprise publique, la CRTVG, diffuse des programmes en galicien sur trois stations de radio et deux chaînes de télévision.